# ژان-فیلیپ رور
ژان-فیلیپ رور (فرانسوی: Jean-Philippe Rohr‎؛ زادهٔ ۲۳ دسامبر ۱۹۶۱) بازیکن سابق فوتبال اهل فرانسه است.
از باشگاه‌هایی که در آن بازی کرده‌است می‌توان به باشگاه فوتبال موناکو، باشگاه فوتبال متز و باشگاه فوتبال نیس اشاره کرد.